# Anisococcus quercus
Anisococcus quercus är en insektsart som först beskrevs av Edward MacFarlane Ehrhorn 1900.
Anisococcus quercus ingår i släktet Anisococcus och familjen ullsköldlöss. Inga underarter finns listade i Catalogue of Life.